# Treedom
Treedom s.r.l. è un'azienda italiana che gestisce l'omonima piattaforma di e-commerce online che consente a chiunque di piantare alberi in diversi paesi in tutto il mondo, offrendo anche ai clienti la possibilità di monitorare la crescita delle piante.

## Storia
L'azienda è stata fondata a Firenze nel 2010 da Federico Garcea e Tommaso Speroni, al fine di lavorare per benefici ambientali e sociali con l'obiettivo di sviluppare progetti agroforestali insieme agli agricoltori locali, annoverando tra i propri scopi gli obiettivi di sviluppo sostenibile. Treedom si dichiara altresì impegnata nella lotta alla deforestazione, nella protezione della biodiversità, nella lotta alle emissioni di anidride carbonica, nella prevenzione dell'erosione del suolo, nella produzione alimentare sostenibile e nella garanzia di titoli di reddito per i contadini. L'organizzazione ha ricevuto la certificazione benefit B Corp nel 2014.

## Attività
Treedom lavora in collaborazione con piccole comunità di agricoltori, comunità locali e organizzazioni non governative in diversi paesi tra cui Tanzania, Ecuador, Kenya, Italia, Haiti e altri ancora. Acquistando un albero tra quelli disponibili, il cliente ne affida la crescita agli agricoltori locali della zona di piantumazione. A ogni pianta sono associate la posizione GPS e una regolare documentazione fotografica, inserite in una pagina web dedicata a fini di monitoraggio. Ogni albero acquistato può essere regalato.
Nel caso di alberi da frutto, una volta che l'albero inizia a produrne, i proventi spettano ai contadini che hanno curato l'albero, che possono dunque usare commercialmente detti frutti. Treedom fornisce altresì formazione agli agricoltori affinché riescano a rendere le piante commercialmente redditizie. Particolare attenzione è poi dedicata alla promozione del lavoro e del benessere delle donne.
Diversi progetti agroforestali sono stati realizzati con la collaborazione di aziende partner in Italia e all'estero.
A gennaio 2024, Treedom dichiarava la piantumazione di oltre 4 milioni di alberi e di intrattenere collaborazioni con 75.000 contadini in Asia, Africa, America Centrale, Italia e Sud America.